# موکگوا
موکگوا (به اسپانیایی: Moquegua) یک شهر در پرو است که در منطقه موکگوا واقع شده‌است.

## خصوصیات
موکگوا ۱٬۴۱۰ متر بالاتر از سطح دریا واقع شده و ۶۰٬۵۷۲ نفر جمعیت دارد.

## خواهرخوانده
شهر جرز د لا فرونترا خواهرخواندهٔ موکگوا هست.